# 威廉·亨利·韦尔奇
威廉·亨利·韦尔奇（英語：William Henry Welch，1850年4月8日—1934年4月30日）是一位美国医生、病理学家、细菌学家和医学教育家。

## 生平
他是约翰斯·霍普金斯医院四位创始教授之一（另外三位是霍華德·愛特伍德·凱利、威廉·史都華·豪斯泰德、威廉·奥斯勒），也是约翰斯·霍普金斯大学医学院的第一任院长和约翰·霍普金斯大学布隆博格公共卫生学院（美国第一个公共卫生学院）的创始人。相比于自己的科研工作，韦尔奇更出名于对美国医学科学的促进工作，曾被称为“美国医学院院长”（"Dean of American Medicine"）。約翰·霍普金斯医学院的图书馆也以韦尔奇的名字命名。